# Conophytum klinghardtense
Conophytum klinghardtense är en isörtsväxtart. Conophytum klinghardtense ingår i släktet Conophytum, och familjen isörtsväxter.

## Underarter
Arten delas in i följande underarter:
- C. k. baradii
- C. k. klinghardtense